# Le Nègre de Pierre le Grand
Le Nègre de Pierre le Grand (en russe : Арап Петра Великого ; en orthographe précédant la réforme de 1917-1918 : Арапъ Петра Великаго) est un roman inachevé d'Alexandre Pouchkine paru en 1837.